# Balat (Aleppo)
Balat – wieś w Syrii, w muhafazie Aleppo. W 2004 roku liczyła 1486 mieszkańców.